# Gishuha (vattendrag i Muyinga)
Gishuha är ett vattendrag i Burundi.   Det ligger i provinsen Muyinga, i den nordöstra delen av landet, 130 kilometer öster om huvudstaden Bujumbura.
I omgivningarna runt Gishuha växer huvudsakligen savannskog. Runt Gishuha är det ganska tätbefolkat, med 60 invånare per kvadratkilometer.